# 버루주

버루 주의 위치

버루주(에스토니아어: Võru maakond)는 에스토니아 남부에 위치한 주로 주도는 버루이며 면적은 2,305km2, 인구는 37,693명(2010년 기준), 인구 밀도는 16명/km2, ISO 3166-2 코드는 EE-86이다. 북쪽으로는 펄바 주, 서쪽으로는 발가 주와 접하며 남쪽으로는 라트비아, 동쪽으로는 러시아와 국경을 접한다.

주기
주 문장

## 하위 행정 구역

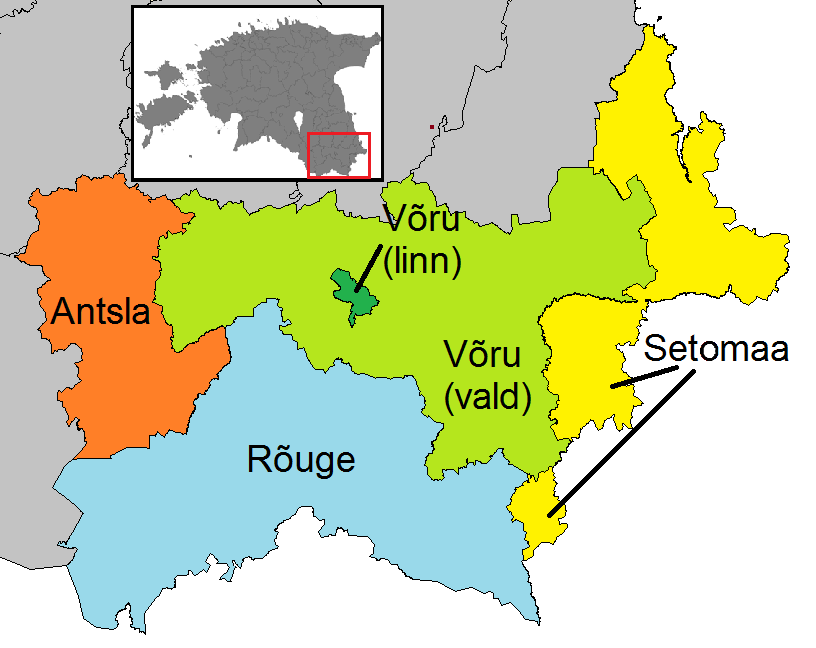
버루 주의 하위 행정 구역

버루 주는 5개 지방 자치체를 관할하는데 1개 시, 4개 군으로 나뉜다.
- 안츨라군
- 러우게군
- 세토마군
- 버루군
- 버루시